# Prvoslav Vujčić

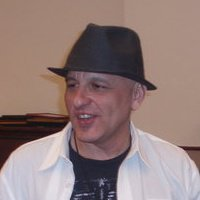
Prvoslav Vujčić

Prvoslav Vujčić, född 20 juli 1960 i Požarevac, Serbien, är en serbisk författare.